# Mesyatsia makartchenkoi
Mesyatsia makartchenkoi är en bäcksländeart som beskrevs av Valentina A.Teslenko och Zhiltzova 1992. Mesyatsia makartchenkoi ingår i släktet Mesyatsia och familjen vingbandbäcksländor. Inga underarter finns listade i Catalogue of Life.